# Agkonia miranda
Agkonia miranda là một loài bướm đêm thuộc phân họ Arctiinae, họ Erebidae.